# Beania klugei
Beania klugei är en mossdjursart som beskrevs av Cook 1968. Beania klugei ingår i släktet Beania och familjen Beaniidae.
Artens utbredningsområde är Mexikanska golfen. Inga underarter finns listade i Catalogue of Life.